# 童年周恩来
《童年周恩来》（英語：Zhou Enlai in his Childhood）是2021年中国大陆以周恩来为主人翁的传记片，导演唐田，编剧石穆海、过向宏，主演周义晟，该片是纪念周恩来诞辰120周年献礼影片。

## 剧情
该片讲述了周恩来从出生到12岁在家乡淮安县读书的故事。

## 演员
- 周义晟 出演 周恩来
- 刘柏熙 出演 万氏
- 冯丽丽 出演 陈氏
- 赵培琳 出演 蒋妈
- 兰岚 出演 八婶

## 制作
童星周义晟（《延禧攻略》《繁星四月》）出演周恩来，赵培琳（《苏茉儿传奇》《长征大会师》《儿科医生》）出演周恩来乳母。

## 上映
2021年5月26日，该片在江苏省南京市首映，6月1日在中国大陆院线播出。